# Chesley Sullenberger

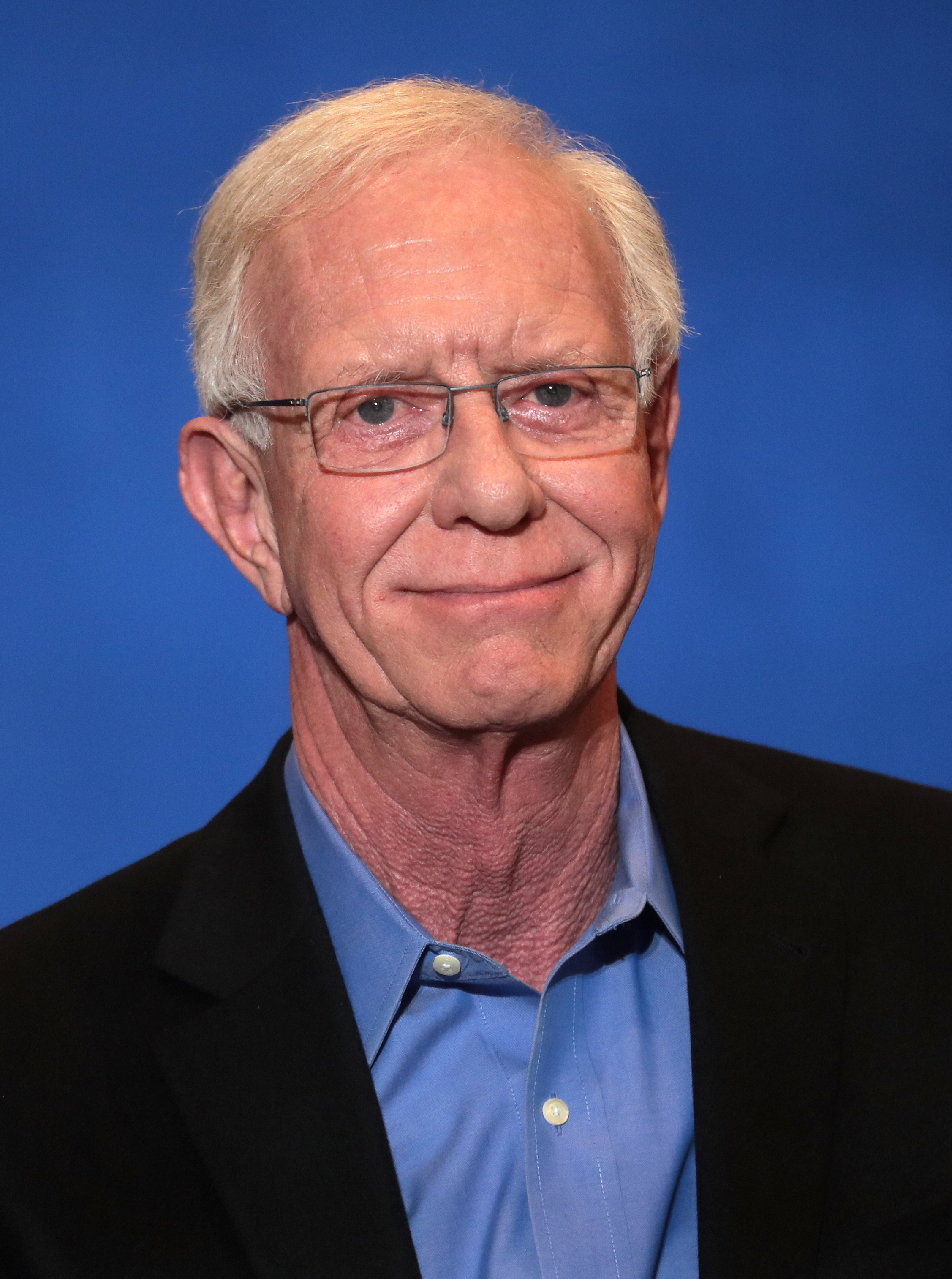
Chesley Sullenberger in 2020

Chesley Burnett "Sully" Sullenberger III (Denison (Texas), 23 januari 1951) is een voormalige Amerikaans piloot in de burgerluchtvaart, veiligheidsexpert en ongevallenanalist. Hij werd vooral bekend als de gezagvoerder die de noodlanding van US Airways-vlucht 1549 op de rivier de Hudson in New York uitvoerde op 15 januari 2009.

## Carrière
Sullenberger begon zijn carrière als gevechtspiloot bij de United States Air Force, waarvoor hij van 1973 tot 1980 vloog in de F-4 Phantom II. Hij klom op tot formatie-leider en gaf nieuwe piloten les. Hij bereikte de rang van kapitein met ervaring in Europa, de Stille Oceaan en op Nellis Air Force Base, en als commandant van de Blue Force Mission bij Red Flag (USAF) oefeningen. Ook was hij lid van de organisatie binnen de luchtmacht die vliegtuigongevallen onderzoekt. Namens deze organisatie en ook namens de National Transportation Safety Board was hij betrokken bij de onderzoeken naar enkele ongevallen.
Sullenberger ging op 3 maart 2010 met pensioen. Sinds 1980 stond Sullenberger onder contract bij Pacific Southwest Airlines, in 1988 overgenomen door US Airways. In totaal heeft hij meer dan veertig jaar ervaring als piloot. Sinds 2007 heeft hij zijn eigen veiligheidsadviesbureau, genaamd Safety Reliability Methods Inc.

## Vlucht 1549

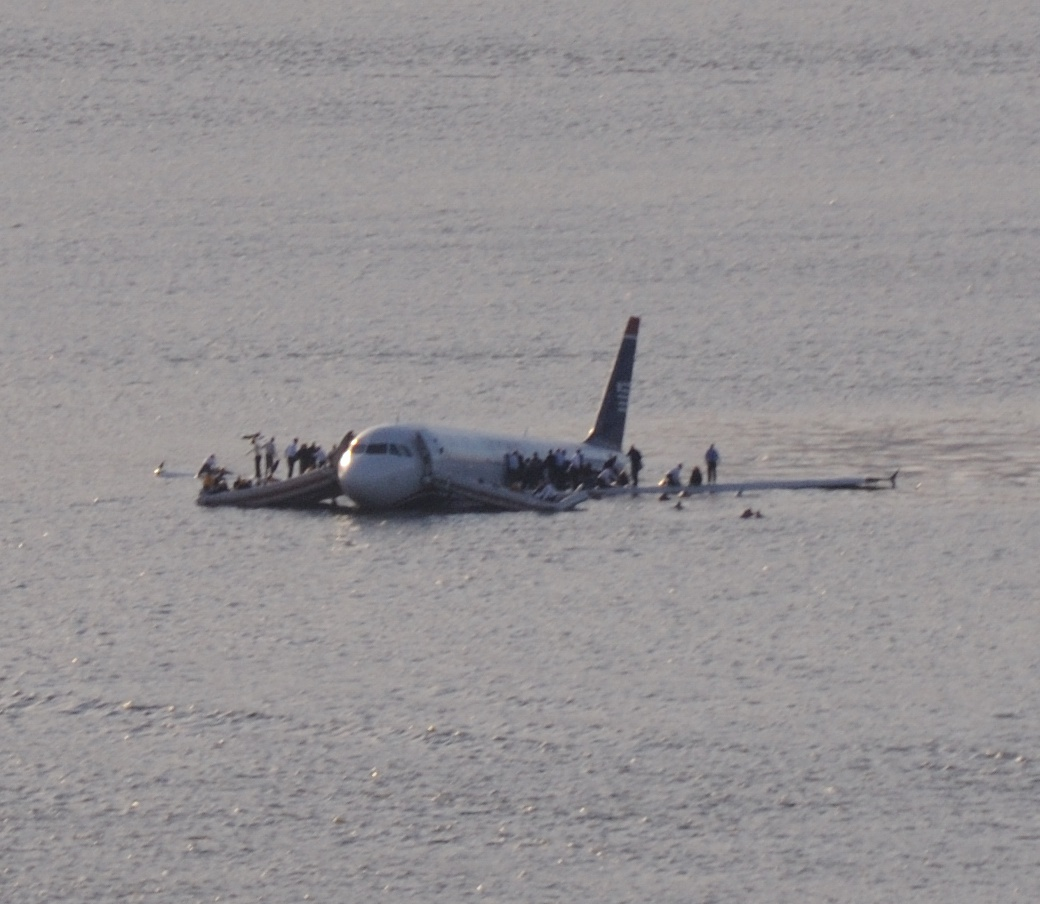
US Airways-vlucht 1549 drijft in de Hudson

Op 15 januari 2009 bestuurde Sullenberger als gezagvoerder met copiloot Jeffrey Skiles een Airbus A320 die op weg was van LaGuardia Airport in New York naar Charlotte/Douglas International Airport in Charlotte, North Carolina. De vlucht had de nummers (US Airways)1549 en (United Airlines)1919 meegekregen. Kort na het opstijgen meldde Sullenberger aan de luchtverkeersleiding dat het vliegtuig een grote zwerm ganzen had geraakt waardoor beide motoren waren uitgevallen.
Sullenberger besprak met de verkeersleiding de mogelijkheden om terug te keren naar LaGuardia of om een landingspoging te doen op Teterboro Airport in New Jersey. Al snel begreep hij dat beide opties niet haalbaar waren en besloot hij het vliegtuig op de Hudson te laten landen. Circa zes minuten na de start raakte het vliegtuig het water van deze rivier ter hoogte van 48th Street in Manhattan.
Alle passagiers en bemanningsleden overleefden. Sullenberger controleerde twee keer het vliegtuig op eventuele achterblijvers voordat hij zelf als laatste het beschadigde toestel verliet. De burgemeester van New York, Michael Bloomberg, zei dat Sullenberger en zijn bemanning de titel "Key to the City" zouden ontvangen. Al enkele uren nadat het nieuws rondom de landing naar buiten kwam, was er een fanclub voor hem opgericht met een eigen pagina op Facebook. President Barack Obama en voormalig president George W. Bush spraken per telefoon met Sullenberger.